# Březová (ort i Tjeckien, Karlovy Vary, lat 50,15, long 12,65)
Březová är en stad i Tjeckien.   Den ligger i regionen Karlovy Vary, i den västra delen av landet, 130 km väster om huvudstaden Prag. Březová ligger 509 meter över havet och antalet invånare är 2 826.
Terrängen runt Březová är varierad. Runt Březová är det ganska glesbefolkat, med 42 invånare per kvadratkilometer. Närmaste större samhälle är Sokolov, 4,0 km norr om Březová. I omgivningarna runt Březová växer i huvudsak blandskog.